# Plectochorus nigrithorax
Plectochorus nigrithorax là một loài tò vò trong họ Ichneumonidae.